# Piotr Yi Ho-yŏng
Piotr Yi Ho-yŏng (kor. 이호영 베드로) (ur. 1803 w Icheon, Korea, zm. 2 listopada 1838 w Seulu) – katechista, męczennik, święty Kościoła katolickiego.
Piotr Yi Ho-yŏng po śmierci ojca przeniósł się do Seulu, gdzie razem z rodziną żył w biedzie. Podczas prześladowań został aresztowany w lutym 1835 r., gdy wracał z pracy do domu. Spędził 4 lata w więzieniu, gdzie poddawano go różnym rodzajom tortur w celu zmuszenia do wyrzeczenia wiary. Jego dobroć i prostota wzbudziły podziw innych więźniów a nawet strażników. Również jego siostra Agata Yi So-sa została uwięziona. Chociaż byli osadzeni w różnych celach strażnicy czasami pozwalali im się widywać i wtedy umacniali się wzajemnie we wierze. Piotr Yi Ho-yŏng zmarł w więzieniu 2 listopada 1838 r.
Dzień jego wspomnienia przypada 20 września (w grupie 103 męczenników koreańskich).
Beatyfikowany 5 lipca 1925 r. przez Piusa XI w grupie 79 męczenników (Piotr Yi Ho-yŏng i towarzysze), kanonizowany 6 maja 1984 r. przez Jana Pawła II w grupie 103 męczenników koreańskich.